# Michal Sabolčík
Michal Sabolčík (* 3. Juni 1924 in Soľa; † 27. Juli 1995 in Bratislava) war ein tschechoslowakischer Politiker der Kommunistischen Partei der Tschechoslowakei KSČ (Komunistická strana Československa), der unter anderem von 1971 bis 1988 Leiter des Föderalen Preisamtes im Ministerrang war.

## Leben
Sabolčík wurde 1951 Vorsitzender des Gemeindeausschusses MNV (Místní národní výbor) seines Geburtsortes und bekleidete diese Funktion bis 1957. Im Anschluss war er zwischen 1958 und 1961 Leiter des Büros des Zentralkomitees (ZK) der Kommunistischen Partei der Slowakei KSS (Komunistická strana Slovenska), der regionale Organisation der Komunistická strana Československa in der Slowakei. Er war zwischen 1961 und 1971 Mitglied des Slowakischen Nationalrates (Slovenská národní rada). Er wurde auf dem Parteitag der (24. – 25. November 1962) Mitglied des Präsidiums des ZK sowie Mitglied des ZK der slowakischen KSS. Auf dem XII. Parteitag (4.–8. Dez. 1962) wurde er Kandidat des ZK der KSČ. Bereits am 20. September 1963 wurde er Mitglied des ZK sowie Kandidat des Präsidiums des ZK und löste in dieser Funktion Ludmila Jankovcová ab. 
Am 14. Juni 1964 wurde er zudem Mitglied der Nationalversammlung der Tschechoslowakischen Sozialistischen Republik (Národní shromáždění republiky socialistické Československé) und gehörte dieser bis zum 31. Dezember 1968 an. Während seiner Parlamentszugehörigkeit war er Mitglied des Ausschusses für Investitionsentwicklung und Bauwesen. Er wurde darüber hinaus auf dem Parteitag der KSS (12. – 14. Mai 1966) als Mitglied des Präsidiums des ZK und Mitglied des ZK der KSS bestätigt sowie zusätzlich auch zum Sekretär des ZK und Mitglied des Sekretariats des ZK der KSS gewählt. Auf dem XIII. Parteitag der KSČ (31. Mai – 4. Juni 1966) wurde er als Kandidat des Präsidiums sowie als Mitglied des ZK bestätigt. Er verlor jedoch im Zuge des Prager Frühlings auf einem Plenum des ZK am 4. April 1968 seine Funktionen als Kandidat des Präsidiums sowie als Mitglied des ZK.
Am 1. Januar 1969 wurde Sabolčík Mitglied der neu geschaffenen Föderationsversammlung (Federální shromáždění) und gehörte der Kammer des Volkes (Sněmovna národů) in dessen erster Wahlperiode bis zum 25. November 1971 sowie im Anschluss der Kammer der Völker (Sněmovna národů) zwischen dem 27. November 1971 und dem 29. Januar 1990 an. In der zweiten Regierung von Ministerpräsident Lubomír Štrougal übernahm er am 9. Dezember 1971 als Nachfolger von Ignác Rendek das Amt des Leiters des Föderalen Preisamtes im Ministerrang (ministr - předseda Federálního cenového úřadu) und bekleidete dieses Amt auch in der dritten, vierten und fünften Regierung Štrougal bis zum 20. April 1988, woraufhin Pavol Hrivnák sein Nachfolger wurde.